# Subantarctia fiordensis
Subantarctia fiordensis är en spindelart som beskrevs av Forster 1956. Subantarctia fiordensis ingår i släktet Subantarctia och familjen Orsolobidae. Inga underarter finns listade i Catalogue of Life.